# Disizilla
Albums de Disiz
Pacifique
(2017) L'Amour
(2022)
Singles
Disizilla est le 12e album studio du rappeur français Disiz, sorti le 14 septembre 2018.

## Liste des titres
| No  | Titre                           | Durée |
| --- | ------------------------------- | ----- |
| 1.  | Kaïju                           | 3:27  |
| 2.  | Disizilla                       | 3:58  |
| 3.  | Mastodonte                      | 1:37  |
| 4.  | Hendek                          | 2:13  |
| 5.  | Mahboul                         | 3:21  |
| 6.  | Terre promise                   | 3:51  |
| 7.  | Hiroshima                       | 3:28  |
| 8.  | Enfant des rues (feat. Sofiane) | 3:12  |
| 9.  | N*Q**R la fac                   | 2:49  |
| 10. | Fuck l'époque                   | 3:12  |
| 11. | Dialogue entre monstres         | 2:27  |
| 12. | Monstrueuse                     | 3:14  |
| 13. | Owi                             | 3:14  |
| 14. | Cercle rouge (feat. Niska)      | 3:56  |
| 15. | Tout partira                    | 6:46  |
| 16. | Ulysse (feat. Eari)             | 5:41  |